# Walter Grab (Maler)
Walter Grab (* 15. Juni 1927 in  Affoltern am Albis; † 14. Dezember 1989 in Zürich) war ein Schweizer Maler und Surrealist.

## Leben und Wirken
Walter Grab, geboren in Affoltern, zog 1948 nach Zürich. Nach kurzer Tätigkeit als Buchhalter wendete er sich autodidaktisch der Malerei zu, unterstützt durch den Kunstmaler Walter Jonas. Noch im gleichen Jahr erfolgten erste Ausstellungsbeteiligungen. In den folgenden zwei Jahren führten Studienreisen nach Paris zur ersten Begegnung mit André Breton, dem führenden französischen Surrealisten und Walter Grab wendete sich von der gegenständlichen Malerei ab und dem Surrealismus zu. Erste surrealistische Bilder zeugen von einer gewissen Nähe zu Vorbildern wie Yves Tanguy, Kurt Seligmann und Edgar Ende.
1949 erfolgte die erste Ausstellung seiner surrealistischen Werke in der Galerie Palette in Zürich, die regelmässig bis zu seinem Tod seine Werke zeigte. 1950 gründete Walter Grab die internationale Künstlergruppe Phoenix, der u. a. Ernst Maass, Otto Tschumi, Rudolf Schlichter, Kurt Seligmann, Ernst Fuchs, Edgar Ende und Arnulf Rainer angehörten.
1951 konnte er, dank der Autorisierung durch André Breton, an der ersten grossen internationalen Ausstellung «Surrealistische Malerei in Europa» in Saarbrücken teilnehmen.
1957 sieht man Walter Grab in dem Kurzfilm «Die Muse» von Jakob Tuggener, welcher einem auch einen Einblick in die Welt von Walter Grab vermittelt: vor den Augen eines Malers verwandeln sich die Besucher seiner Ausstellung in die surrealen Geschöpfe seiner Fantasie. Die Schönheit eines Mädchens verführt ihn in das Reich der Träume. Als er erwacht, findet er sie nicht mehr unter den Gästen. Unglücklich eilt er nach Hause, verfolgt von seinem sonderbaren Publikum. In seiner Dachkammer erwartet sie ihn als Muse.
Ende der 50er-Jahre wendete er sich von seinen künstlerischen Vorbildern ab und begann, die ihm eigene Form des geometrischen Surrealismus zu entwickeln, der er bis zu seinem Tode treu blieb. Geometrische Formen vor tiefen Räumen herrschen nun in seinen Bildern vor; vor in der Regel tiefblauem Hintergrund schweben Räume und Figuren in die Unendlichkeit. 1965 wurde Grab, zusammen mit Meret Oppenheim, als Vertretung des Schweizer Surrealismus an die 8. Biennale in São Paulo eingeladen und war dort in der Ausstellung Surrealismo e arte fantastica vertreten.
Gegen Ende der 60er-Jahre beschäftigte er sich auch mit Collagen und Assemblagen, die damals auf wenig Verständnis stiessen. 30 Jahre nach seinem Tod wurden diese Assemblagen von einigen Museen und Sammlern wiederentdeckt und sind heute begehrte Objekte.
Ende der 70er-Jahre erkrankte Walter Grab an Krebs, was zu Zurückgezogenheit aber auch erhöhtem Schaffen führte. Unterstützt von einigen wenigen Freunden arbeitete er nahezu besessen zu Hause und verliess nur noch selten seine Wohnung, die gleichzeitig auch sein Atelier war. Seine Bilder aus dieser Zeit wurden heller; die Motive waren oft unendliche Räume hinter halb geöffneten Türen. 1989 erlag Walter Grab seiner Krankheit.
Zeit seines Lebens kämpfte Grab mit Geldproblemen und Alkoholismus, der ihm auch gesellschaftlich enorm schadete. Er war verheiratet mit Stephanie, die in ihrer Jugend Verdingkind im Welschland war. 1952 kam der Sohn André Grab auf die Welt.
Sein Nachlass, der vollumfänglich in Privatbesitz und in Museen ist, umfasst über 1300 Werke.

## Ausstellungen

### Einzelausstellungen
- 1949  Galerie Palette, Zürich
- 1953	Galerie Palette, Zürich
- 1954	Galerie Marbach, Bern
- 1954	Kunstverein Konstanz, Wessenberghaus
- 1955	Galerie Palette, Zürich
- 1956	Galerie L'Entracte, Lausanne
- 1956	Galerie Socrate, Biel
- 1956	Madeleine Waser, Zürich
- 1957	Zimmergalerie Frank, Frankfurt a. M.
- 1957	Galerie Lutz & Meyer, Stuttgart
- 1958	Galerie Palette, Zürich
- 1958	Galerie L'Entracte, Lausanne
- 1959	Galerie ABC, Winterthur
- 1960	Galerie Lutz & Meyer, Stuttgart
- 1960	Galerie Das Fenster, Frankfurt a. M.
- 1962	Galerie Palette, Zürich
- 1964	Galerie Maercklin, Stuttgart
- 1965	Galerie Palette, Zürich
- 1965	Galerie ABC, Winterthur
- 1967	Galerie Palette, Zürich
- 1968	Galerie Carrefour des Arts, Sion
- 1972	Galerie Suzanne Bollag, Zürich
- 1972	Galerie ABC, Winterthur
- 1974	Galerie Halde 36, Aarau
- 1974	Galerie Suzanne Bollag, Zürich
- 1974	Galerie Spaniöl, Chur
- 1975	Kulturkreis Zollikon (Retrospektive)
- 1976	Galerie am Platz, Eglisau
- 1976	Galerie Suzanne Bollag, Zürich
- 1977	Galerie am Kronenplatz, Affoltern a. A. (Retrospektive)
- 1978	Galerie Lutz, Stuttgart
- 1978	Galerie Suzanne Bollag, Zürich
- 1980	Galerie am Platz, Eglisau
- 1980	Galerie Suzanne Bollag, Zürich
- 1982	Galerie Suzanne Bollag, Zürich
- 1983 	Galerie am Platz, Eglisau
- 1983	Galerie Le Saphir, Uerikon
- 1984	Galerie Palette, Zürich
- 1985	Galerie Baviera, Cavigliano
- 1985	Galerie für Gegenwartskunst, Bonstetten
- 1986	Galerie Palette, Zürich
- 1988	Galerie für Gegenwartskunst, Bonstetten
- 1988	Galerie Palette, Zürich

### Gruppenausstellungen (Auswahl)
Teilnahme an über 200 Gruppenausstellungen im In- und Ausland

## Arbeiten in öffentlichem Besitz
- Stadt und Kanton Zürich
- Kunsthaus Zürich
- Kunsthaus Zug
- Kunstmuseum Luzern
- Kunsthaus Aarau
- Kunstmuseum Olten
- Karl Ernst Osthaus-Museum, Hagen